# Anthophora proxima
Anthophora proxima är en biart som beskrevs av Morawitz 1894. Anthophora proxima ingår i släktet pälsbin, och familjen långtungebin. Inga underarter finns listade i Catalogue of Life.